# 7256 Bonhoeffer
7256 Bonhoeffer (1993 VJ5) là một tiểu hành tinh vành đai chính được phát hiện ngày 11 tháng 11 năm 1993 bởi Freimut Börngen ở Tautenburg.